# Bobrowiecki Wapiennik

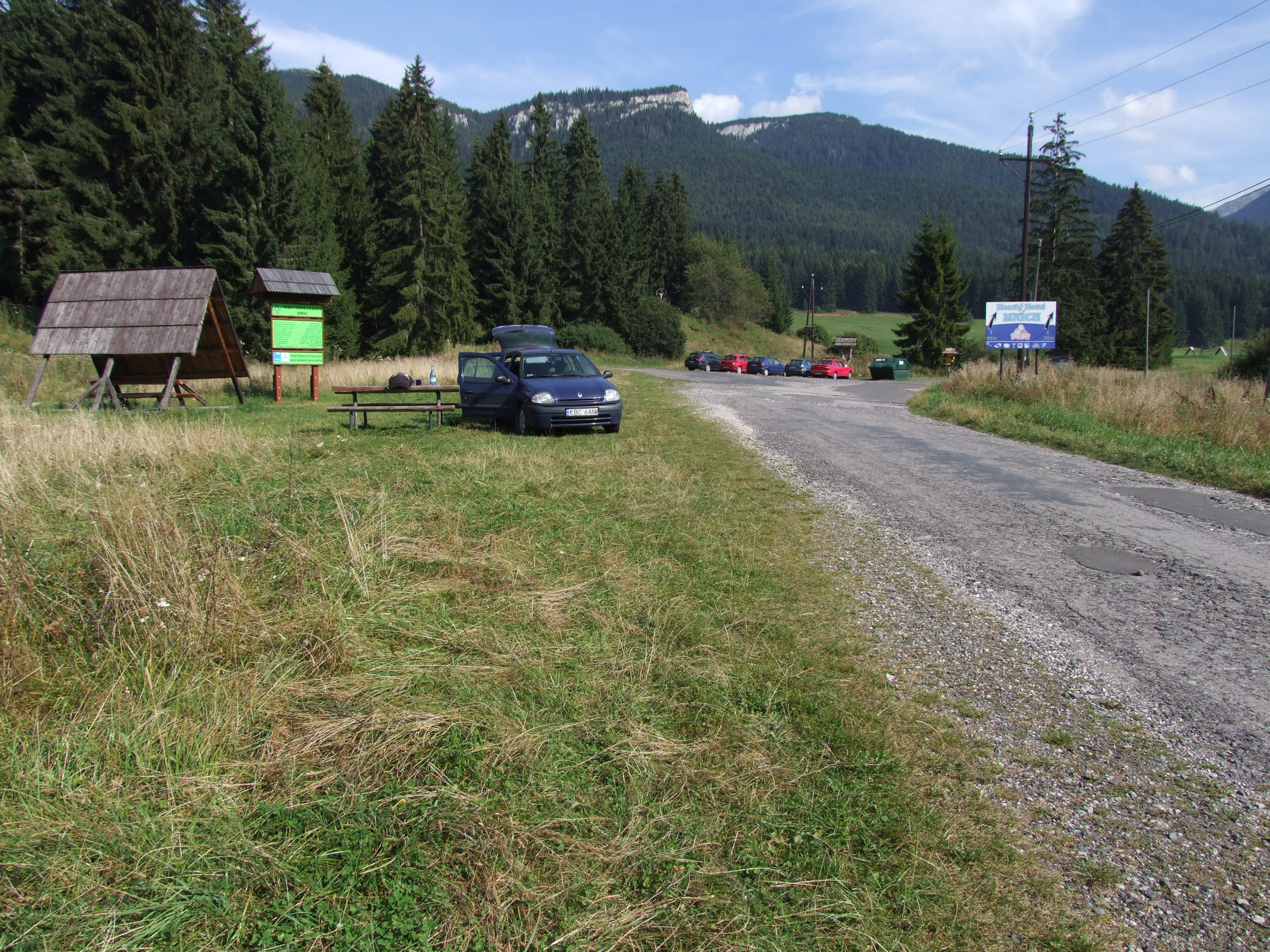
Bobrowiecki Wapiennik

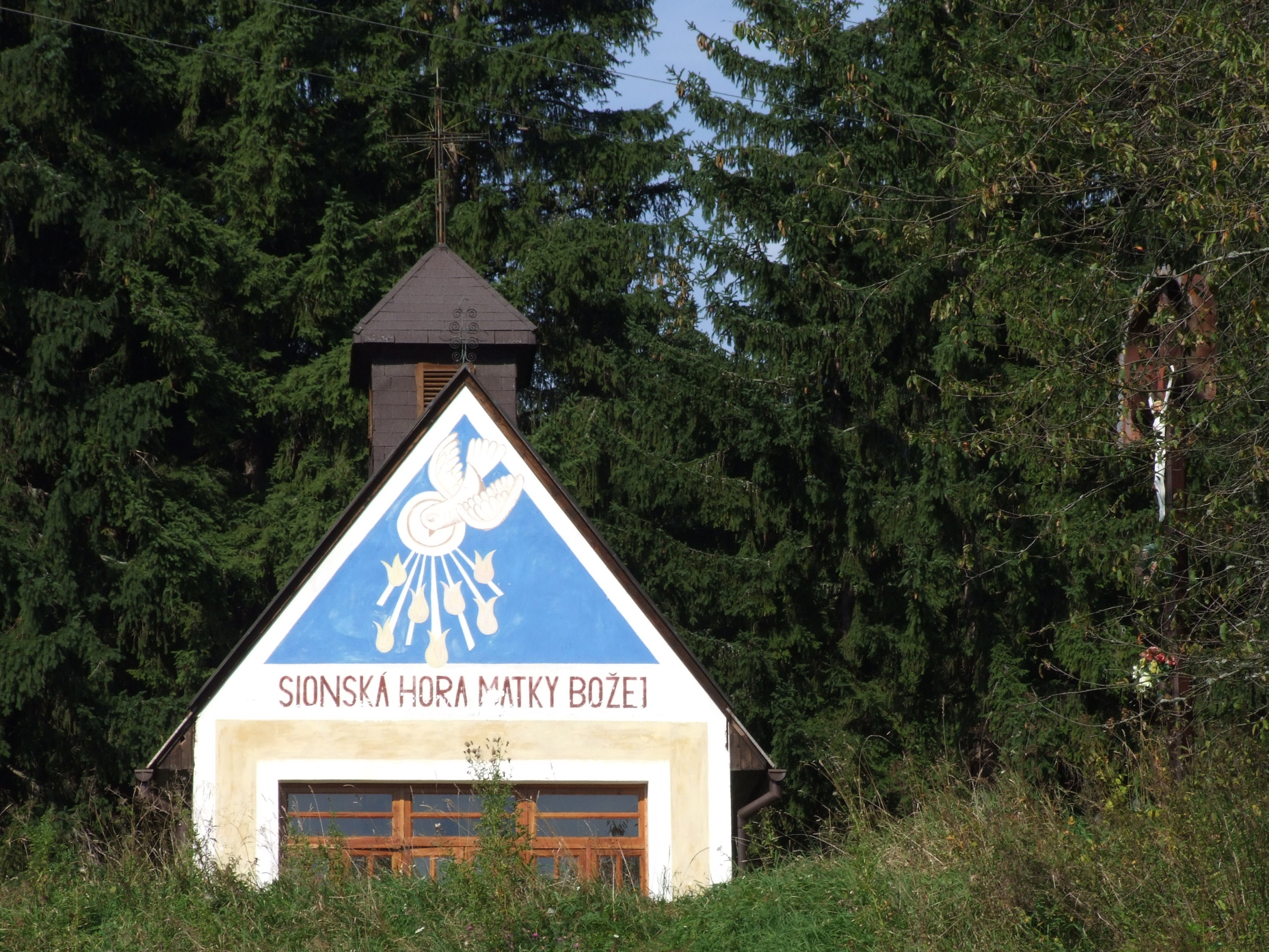
Kaplica przy Bobrowieckim Wapienniku

Bobrowiecki Wapiennik (słow. Bobrovecka vapenica) – położone na wysokości 748 m n.p.m. miejsce poniżej wylotu Doliny Jałowieckiej w słowackich Tatrach Zachodnich,  na którym znajduje się końcowy przystanek autobusowy, parking, miejsce biwakowe i początek szlaków turystycznych w Tatry Zachodnie. Znajduje się na obrzeżu Tatr, już na obszarze Kotliny Liptowskiej w miejscowości Jałowiec. Dochodzi tutaj szutrowa droga z Jałowca, po zachodniej stronie znajduje się niewielkie wzgórze Lipovec (841 m) i odchodzi droga do pensjonatu Ďumbíer. Jest na nią zakaz wjazdu samochodem, ale można jechać rowerem. Po stronie wschodniej znajduje się hotel górski Mnich.
Nazwa tego miejsca pochodzi od słowackiej miejscowości Bobrowiec. Pomiędzy Bobrowieckim Wapiennikiem a zalesionym podnóżem Tatr znajduje się duża i równa łąka zwana Lespieńce. Na jej zachodnim obrzeżu, na wzniesieniu stoi kaplica z napisem „Sionská Hora Matky Božej” (w tłumaczeniu na język polski oznacza to: Góra Syjonu Matki Bożej). Prowadzącą przez tę łąkę na południowy wschód drogą można dojść do żółtego szlaku turystycznego z Jałowca (zaraz na końcu łąki, nieco w lesie). Do Bobrowieckiego Wapiennika autobus dojeżdża tylko latem i tylko raz dziennie. Można tutaj pozostawić samochód na parkingu. Poniżej parkingu, po wschodniej stronie drogi do Jałowca jest miejsce biwakowe.

## Szlaki turystyczne
– niebieski: Bobrowiecki Wapiennik – rozdroże pod Babkami – Chata Czerwieniec – Przedwrocie. 3:20 h, ↓ 2:35 h
  – żółty: Jałowiec – rozdroże pod Tokarnią – Przesieka – rozdroże do Parzychwostu – Palenica. 4:40 h, ↓ 3:50 h.
 – rowerowy: Liptowski Mikułasz – Bobrowiec – Jałowiec – Bobrowiecki Wapiennik – pensjonat Ďumbíer.